# Milan Pilar
Milan Pilar (* 20. November 1934 in Prag) ist ein deutscher Jazz- und Unterhaltungsmusiker (Kontrabass, Komposition) tschechoslowakischer Herkunft.

## Leben und Wirken
Pilar studierte am Prager Konservatorium. Er gehörte zunächst zu den Orchestern Gustav Brom, Ladislav Bezubka, Karel Vlach und Karel Krautgartner. 1960 konnte er mit einer eigenen Combo aufnehmen, dann mit Karel Velebnýs SHQ. Bis 1964 war er mit der Sängerin Eva Pilarová verheiratet. 1962 migrierte er in die Bundesrepublik Deutschland. Nach einem Studium in Köln arbeitete er von München aus. Er war Mitglied von Charly Antolinis Power Dozen; mit Antolini und Max Greger junior bildete er Mitte der 1970er Jahre das Fusiontrio Catch Up, das mehrere Alben einspielte, um dann in der Incognito Five und mit Master McCalhoun’s Big Band zu arbeiten. Auch gehörte er zu den Gruppen von Benny Gebauer und Horst Jankowski. Bis 2003 (Nature in Motion) legte er mehrere Alben unter eigenem Namen vor. Als Studiomusiker ist er auf Tonträgern der Orchester Helmut Brandenburg, Etienne Cap, Andy Novello, Werner Drexler und Kai Warner zu hören. Er arbeitete auch unter dem Pseudonym Rolf Digert.

## Lexikalische Einträge
- Jürgen Wölfer: Jazz in Deutschland. Das Lexikon. Alle Musiker und Plattenfirmen von 1920 bis heute. Hannibal, Höfen 2008, ISBN 978-3-85445-274-4.